# 13 Dywizja Rakietowa
13 Dywizja Rakietowa (ros. 13-я ракетная Оренбургская Краснознамённая дивизия) – związek taktyczny Wojsk Rakietowych Przeznaczenia Strategicznego Związku Radzieckiego, następnie – Federacji Rosyjskiej.
Dywizja podlega 31 Armii Rakietowej z Orenburga; stacjonuje w Dombarowskij (Jasnyj), obwód Orenburg.   W 2008 posiadała 41 zestawów strategicznych rakiet balistycznych R-36 Mutth/R-36M2.

 Dywizja wchodziła w skład 31 Armii Rakietowej.
W 2012 rozpoczęto przygotowania do rozpoczęcia procesu modernizacji i przezbrajania dywizji w mobilne i stacjonarne zestawy RS-24.

## Struktura organizacyjna
2011
- dowództwo – Dombarowskij[6]
- 175 pułk rakietowy
- 206 pułk rakietowy
- 368 pułk rakietowy
- 494 pułk rakietowy
- 621 pułk rakietowy
- 767 pułk rakietowy

- 2859 techniczna baza rakietowa
- 618 węzeł łączności